# Урвалек, Йозеф
Йозеф Урвалек (чеш. Josef Urválek; 1910—1979) — чешский юрист.
Доктор права (JUDr.).
Известен своим участием в Чехословацких громких политических процессах 1950-х годов, в частности выступал государственным обвинителем на процессе Сланского и процессе М. Гораковой.
Председатель Верховного Суда Чехословацкой Социалистической Республики в 1957—1963 годах.
Затем работал в Чехословацком научно-исследовательском институте криминалистики.